# NGC 4485
NGC 4485是在天球上位於猎犬座的不規則星系。該星系正與螺旋星系NGC 4490進行重力交互作用中，因此兩星系的外觀都被扭曲，且星系內部正在經歷快速的恆星形成。
NGC 4485與NGC 4490都是獵犬II星系群的成員星系。

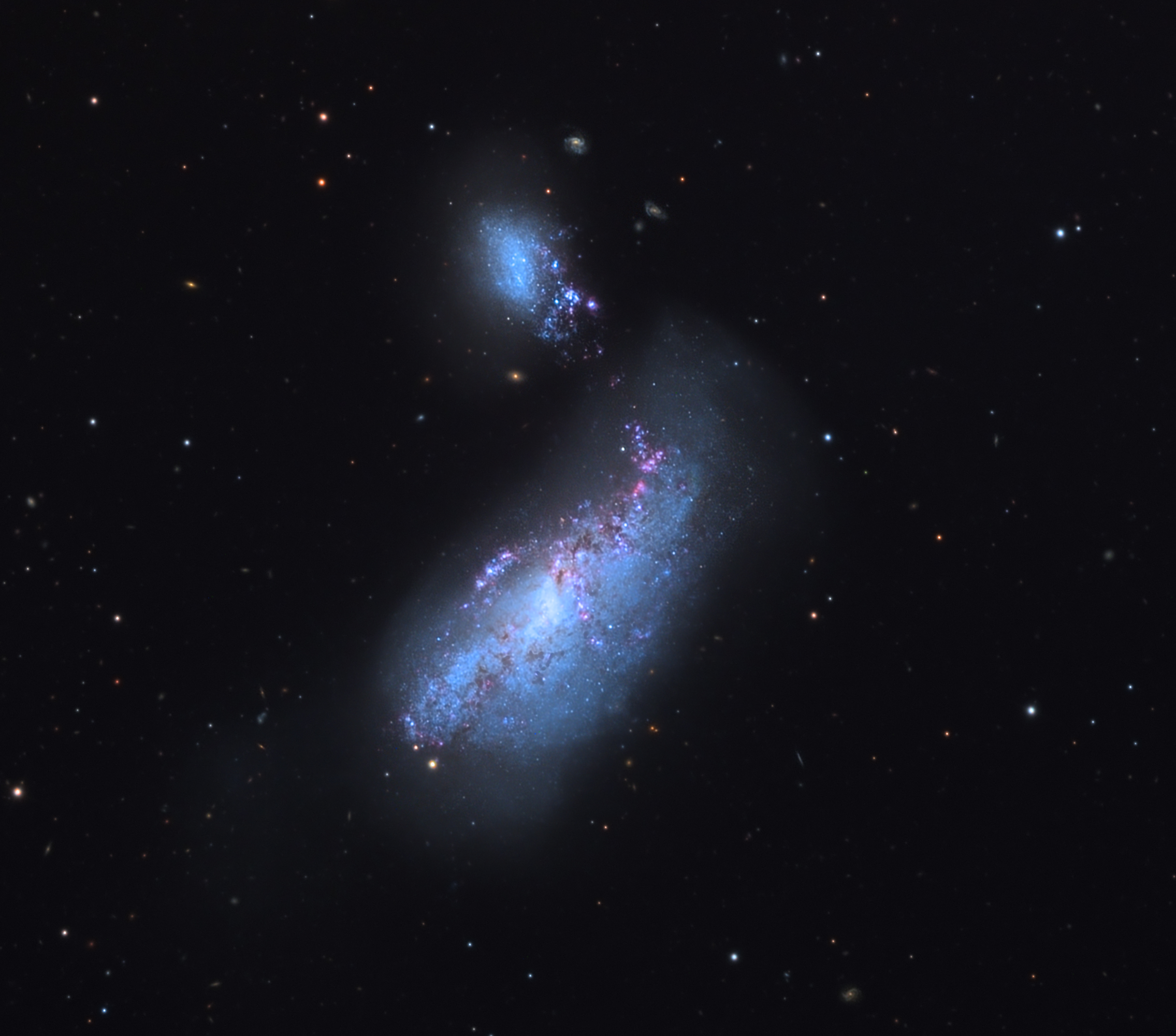
NGC 4485與NGC 4490